# ريك تيتوس
ريك تيتوس (10 مارس 1969 بميسيساغا في كندا - ) هو لاعب كرة قدم كندي في مركز الدفاع. شارك مع منتخب ترينيداد وتوباغو لكرة القدم. أما مع النوادي، فقد لعب مع إمباكت مونتريال وكولورادو رابيدز ونادي تورونتو وتشارلستون بيتري وToronto Lynx ‏ وفانكوفر وايتكابس (نادي كرة قدم) وBuffalo Blizzard ‏ وDurham Storm ‏ وEdmonton Aviators ‏ وEdmonton Drillers (1996–2000) ‏ وHershey Wildcats ‏ وStaten Island Vipers ‏ وToronto Shooting Stars ‏ وفيلادلفيا كيكس ‏ وYork Region Shooters ‏ وSt. Catharines Roma Wolves ‏.

## وصلات خارجية
- ريك تيتوس على موقع الدوري الأمريكي (الإنجليزية)
- ريك تيتوس على موقع قاعدة بيانات كرة القدم.إي يو (الإنجليزية)